# Yves Krattinger
Yves Krattinger (Boult, 5 novembre 1948) è un politico francese, dal 2001 Presidente del consiglio dipartimentale dell'Alta Saona.

## Biografia

### Carriera professionale
Dal 1975 al 2001 Yves Krattinger ha insegnato costruzione meccanica e microtecnologie prima al liceo Édouard-Belin di Vesoul, poi al liceo Jules-Haag di Besançon. Dal 1984 al 1997 ha ricoperto anche il ruolo di coordinatore delle sezioni “Tecnici senior in Microtecnologie".

### Carriera politica
Eletto consigliere comunale all'età di 22 anni e sindaco di Chaux-la-Lotière all'età di 33, aderisce al Partito socialista nel 1982 e ricopre l'incarico di primo segretario federale dal 1993 al 1995 e di segretario dell'unione regionale del PS dal 1995 al 1998.
Nel 2001 è stato eletto presidente del consiglio generale dell'Alta Saona, di cui è membro dal 1988 come consigliere generale del cantone di Rioz.
È stato eletto senatore nel 2003 a seguito di elezioni suppletive (rieletto nel 2004).

## Mandati

### Mandati nazionali
- 2003-2014: senatore socialista dell'Alta Saona in seguito ad un'elezione suppletiva e rieletto nel 2004.

### Mandati locali
- 1971-1977: consigliere comunale di Boult
- 1977-1995: consigliere comunale di Chaux-la-Lotière (sindaco dal 1982 al 1995)
- 1995-2014 : Consigliere comunale di Rioz (sindaco dal 1995 al 2001 poi primo deputato dal 2001 al 2008)
- 1999-2014 : Presidente della Comunità dei Comuni del paese di Riolais
- Dal 1988 : Generale poi consigliere dipartimentale del cantone di Rioz (rieletto nel 1994, nel 2001, nel 2008 e nel 2015)
- Dal 2001 : Presidente del Consiglio dipartimentale dell'Alta Saona, rieletto nel 2008, 2014 e 2020.
- 1998-2001 : consigliere regionale della Franca Contea, presidente del gruppo PS-PC e Democratici